# Ptilodexia fraterna
Ptilodexia fraterna là một loài ruồi trong họ Tachinidae.